# 平良市
平良市（ひららし）は、沖縄県の宮古島にあった市である。
平成の大合併により、2005年10月1日に城辺町・下地町・上野村・伊良部町と合併し、宮古島市となり消滅。合併後は宮古島市の中心として、市役所所在地となっている。

## 地理
- 宮古島の北部と池間島、大神島の二島を行政区画とする。

行政区
- 池間（いけま）、前里（まえざと）、大神（おおがみ）、狩俣（かりまた）、島尻（しまじり）、大浦（おおうら）、西原（にしはら）、荷川取（にかどり）、東仲宗根（ひがしなかそね）、西仲宗根（にしなかそね）、西里（にしざと）、下里（しもさと）、久貝（くがい）、松原（まつばら）、東仲宗根添（ひがしなかそねぞえ）の15の字に区分される。
（合併して宮古島市になった後はこれら行政区の前に旧市名の「平良」をつけ「宮古島市平良字○○」となった）

## 歴史

### 明治以前
1390年、宮古島の豪族・与那覇勢頭豊見親真佐久（よなはせどとぅゆみゃまさく）が中山王察度に初めて朝貢を行ったとされる。「豊見親」（とぅゆみゃ）とは名高き領主という意味で、宮古諸島の地域の豪族をまとめる人物に称号として与えられた。
1500年に、八重山でオヤケアカハチをリーダーにしてオヤケアカハチの乱が起きると、その鎮圧に功績をあげた宮古島の豪族・仲宗根豊見親（なかそねとぅゆみゃ）は、琉球王府の尚円王より宮古島の頭職に任じられた。
仲宗根豊見親の死後、頭職を継承した長男・仲屋金盛（なかやかなもり）は、1532年、現在の城辺町字友利の豪族・金志川那喜太知（きんすかーなぎたつ）豊見親を殺害（大嶽城の変）。これを機に、琉球国王の命令で「豊見親」の称号は廃止され、代わって琉球王府が任命する頭職が統治に当たることになった。これを以て、宮古諸島と八重山諸島は実質的に琉球王国の支配下に入ったとされる。
1628年には、島内が平良、砂川、下地の3つの間切に分けられ、この行政区分は明治末期まで続いた。後の平良市域は、大半が平良間切に属していた。

### 明治以降
- 1908年4月1日 - 島嶼町村制により平良村となる。この際、平良間切のほかに、砂川間切であった西里、下里、松原、下地間切であった久貝が編入された。また、多良間島・水納島も同村域となった。
- 1913年4月1日 - 多良間島と水納島が分村し多良間村となる。
- 1924年2月1日 - 町制施行、平良町となる。
- 1947年3月7日 - 市制施行、平良市となる。
- 1956年 - 宮古空港が開港。
- 1959年9月 - 台風14号が宮古島を通過、同島で最低気圧908.1ミリバール（ヘクトパスカル）が観測される（宮古島台風）。
- 1964年 - 琉球放送が久貝にラジオの中継放送局を開局（1150kHz、2005年にFM中継局に転換したため廃止）。
- 1966年9月 - 台風18号が宮古島を通過、同島で最大瞬間風速85.3m/sを観測。この記録は日本での観測史上最大の記録である（第2宮古島台風）。
- 1967年12月22日 - 沖縄放送協会（OHK・現在のNHK沖縄放送局）が宮古島をはじめ先島諸島で沖縄本島に先駆けてテレビ放送を開始（KSDY・US9ch、復帰後1976年まではNHK宮古総合テレビジョンとなる。なお沖縄本島では1年遅れて放送が開始された）。
- 1968年9月 - 台風16号が宮古島を通過、死傷者を出す大きな被害だった（第3宮古島台風）。
- 1972年6月 - NHKがラジオ第1と第2の放送を沖縄本島と同時に開始。
- 1975年4月 - 宮古島の県道平良与那覇線（西里〜上地）、城辺下地線（現在の同路線名の県道とは別ルート）、平良保良線（福里〜保良）が同島で初の国道に昇格し、国道390号となる。
- 1976年12月22日 - NHKテレビの沖縄本島・日本本土との同時放送が開始（同時に教育テレビ・FM放送も開始される）。また電話も沖縄本島や日本本土と即時通話可能になった。
- 1978年5月 - 宮古島初のケーブルテレビ局である宮古島有線テレビ（現在の宮古テレビ）が開局。
- 1978年12月 - 宮古空港〜那覇空港間にジェット機（ボーイング737）が就航。
- 1985年4月 - 第1回宮古島トライアスロン大会開催。
- 1989年7月 - 宮古空港と初の本土直行便となる東京（羽田空港）便が就航。
- 1992年1月 - 池間島との間に池間大橋が開通。
- 1992年2月 - 宮古島で初のプロ野球オープン戦開催（中日-大洋戦）。
- 1993年2月 - プロ野球オリックスが宮古島で初のキャンプを実施。
- 1993年12月16日 - 琉球放送と沖縄テレビが宮古島など先島諸島でテレビ放送開始。
- 2005年10月1日 - 城辺町・下地町・上野村・伊良部町と合併、宮古島市となる。平良市は廃止された。市役所はそのまま宮古島市役所となる。

## 隣接していた自治体
現在はいずれも宮古島市
- 下地町
- 城辺町
- 上野村

## 行政
- 市長（最終）・伊志嶺亮（合併後、初代宮古島市長となる）

### 歴代市長
特記なき場合『日本の歴代市長 : 市制施行百年の歩み』などによる。
米軍施政下
| 代 | 氏名       | 就任                       | 退任                       | 備考         |
| -- | ---------- | -------------------------- | -------------------------- | ------------ |
| 1  | 嵩原重夫   | 1947年（昭和22年）3月7日   | 1948年（昭和23年）3月      | 旧平良町長   |
| 2  | 下地敏之   | 1948年（昭和23年）3月17日  | 1949年（昭和24年）10月5日  | 罷免         |
| 3  | 石原雅太郎 | 1949年（昭和24年）11月21日 | 1957年（昭和32年）11月20日 |              |
| 4  | 嵩原恵典   | 1957年（昭和32年）11月21日 | 1959年（昭和34年）8月1日   | 在任中に死去 |
| 5  | 富永寛     | 1959年（昭和34年）9月20日  | 1963年（昭和38年）9月19日  |              |
| 6  | 真栄城徳松 | 1963年（昭和38年）9月20日  | 1969年（昭和44年）4月8日   | 選挙無効     |
| 7  | 平良重信   | 1969年（昭和44年）5月18日  | 1972年（昭和47年）         | 本土復帰     |

公選
| 代 | 氏名     | 就任                      | 退任                      | 備考                                   |
| -- | -------- | ------------------------- | ------------------------- | -------------------------------------- |
| 1  | 平良重信 | 1972年（昭和47年）        | 1978年（昭和53年）6月23日 | 公共事業をめぐる汚職の責任を取って辞職 |
| 2  | 盛島明秀 | 1978年（昭和53年）7月23日 | 1982年（昭和57年）7月22日 |                                        |
| 3  | 伊波幸夫 | 1982年（昭和57年）7月23日 | 1986年（昭和61年）7月22日 |                                        |
| 4  | 下地米一 | 1986年（昭和61年）7月23日 | 1994年（平成6年）7月22日  |                                        |
| 5  | 伊志嶺亮 | 1994年（平成6年）7月23日  | 2005年（平成17年）9月30日 | 廃止                                   |

## 姉妹都市・提携都市
これらの都市は合併後の宮古島市でもそのまま継続された。

### 国内
- 津山市（岡山県）
  - 1965年3月15日姉妹都市締結
- 世田谷区（東京都）
  - 友好都市締結
- 室蘭市（北海道）
  - 1998年8月3日交流都市締結

### 海外
- マウイ郡（アメリカ合衆国ハワイ州）
  - 1965年6月24日姉妹都市締結

## 現在の宮古島市平良地域

### 交通
空港
- 宮古空港

道路
- 国道390号
- 沖縄県道78号平良城辺線（主要地方道）
- 沖縄県道83号保良西里線（主要地方道）
- 沖縄県道190号平良新里線
- 沖縄県道191号与那覇上地線
- 沖縄県道192号平良久松港線
- 沖縄県道194号鏡原増原線
- 沖縄県道195号野原越七原線
- 沖縄県道200号川満山中線
- 沖縄県道201号友利線
- 沖縄県道230号池間大浦線（池間大橋）
- 沖縄県道243号高野西里線
- 沖縄県道252号平良下地島空港線（伊良部大橋が基となる県道・予定）

港湾
- 平良港

### 教育
高等学校
- 沖縄県立宮古高等学校
- 沖縄県立宮古工業高等学校
- 沖縄県立宮古総合実業高等学校（旧沖縄県立翔南高等学校、旧沖縄県立宮古農林高等学校が、宮古島市発足後に併合された）

中学校
- 宮古島市立平良中学校
- 宮古島市立北中学校
- 宮古島市立西辺中学校
- 宮古島市立狩俣中学校
- 宮古島市立久松中学校
- 宮古島市立鏡原中学校
- 宮古島市立池間中学校（池間島）

小学校
- 宮古島市立平良第一小学校
- 宮古島市立北小学校
- 宮古島市立東小学校
- 宮古島市立西辺小学校
- 宮古島市立狩俣小学校
- 宮古島市立宮島小学校
- 宮古島市立久松小学校
- 宮古島市立鏡原小学校
- 宮古島市立宮原小学校
- 宮古島市立池間小学校（池間島）

小中学校
- 宮古島市立大神小中学校（大神島）

## 名所・旧跡・催し・祭り

### 名所
- 西平安名岬
- 池間大橋
- 人頭税石
「フバカリ石」とも言う。平良市字荷川取の海岸線にある、全長143cmの石灰岩の自然石である。琉球王府時代にこの石よりも身長が達すると「人頭税」を課税されたという伝承がある。しかしこの伝承は、歴史的な事実ではない。「人頭税」は、15歳になると課税され50歳まで粟や反物で納めなければならなかった。琉球王府は、正確な戸籍を作成し人頭税を宮古の人々に税を課した。その当時は、土地の個人所有が禁止されていて、村の番所にて耕作地を村人に割り振り、決まった量の穀物を納税させた。耕作地によっては、粟が育ちにくい土地もありまた、身分（士族と平民）の差別により、納税の額が違っていたため、社会的な地位により納税に差が生じ、地位の低いものには必然的に重税となった。
人頭税石の高さになれば、課税される伝承は、1925年に刊行された。民俗学者・柳田國男の著書『海南小記』中で紹介されたことから有名となった。なぜ、このような伝承が生まれたのかは謎である。
- ガングリーユマタ
「カタパズ・ピンザ」と言う妖怪が現れたという交差点。片足の山羊という意味の名前で、この妖怪に出会うと近いうち（3日以内）に死んでしまうと言われている。「ガングリ・カングリ」という音を出しながら暗闇より現れるという。「カタパズ・ピンザ」の話は、昭和40年ごろの小学生を恐怖で震え上がらせた。
地名の由来は、ガン（かつて宮古島の葬式に使われた死者を墓地まで運ぶ道具、100キログラムほどの重さがあり大人4人ほどで運んだ）を納める小屋・ガン屋があった場所である。標準語に訳せば、ガングリー（ガンを下ろす・捨てる・納める）ユマタ（四辻・交差点・道路）の意味である。

### 旧跡
- 漲水御嶽（はりみずうたき）
宮古島を作った神・古意角（こいつの）と姑依玉（こいたま）の二神を中心として、水を司る「竜宮神」、宮古島を守護する「子方母天太」等の神々が祭られており、島内最高の霊場として島の人々の信仰を集め、その周りをめぐる石垣は、1500年のオヤケ赤蜂の乱の戦勝記念として仲宗根豊見親が奉納したと伝えられている。
- 久松みゃーか
松原に2ヶ所、久貝一つに存在する。みゃーかは、14世紀頃から16世紀頃に造られたと見られる支石墓である。
- 大主御嶽（うはるずうたき）
大主神社（標準語風の名称）ともいう。宮古島に住んでいる人々の運命を司る神「うらせりくためなうの眞主（まぬす）」を祭る御嶽。大主御嶽は、池間島と字西原、伊良部町の佐良浜にも存在する。字西原と伊良部町の佐良浜は、池間島からの移民で誕生した集落であり、池間島から移民した人々が御嶽を集落の近くに新しく建立した。大主御嶽は、池間島にルーツがある人々から信仰を集め、現在でもこの御嶽（神社）を中心として、多くの神事が行われている。
- 大和井（やまとがー）
国指定の史跡。陥没ドリーネで出来上がった泉を石積みで囲っている。宮古島に多くある降井戸（うりがー）の中で最も手を凝らした建造物である。1720年ごろに作られたと言われている。荘厳な建造物であるから、琉球王府時代は身分の高い人物しかその水を飲むことを許されなかったという伝承がある。薩摩藩から派遣された役人が、主にその水を飲んだことからその名前の由来であるという。
- 盛加井（むいかがー）
平良市指定文化財・史跡である。平良市字東仲宗根200番地に在する。宮古島によくある、うりがーである。百数十段の石段があり、底の方には二つの泉があるが、現在は入口に近い方が土砂で埋まっている。その石段の途中には小規模ながら貝塚があり、古い時代の土器・中国から伝わった青磁器等の破片が落ちている。千年以上前から使用されていた井戸（うりがー）である。
- トーガー
唐井という字を宛てる。非常に水量が豊富でまず枯れることがない。平良市字大浦に在する。集落の入口より東側にある。現在の大浦集落は、1714年に当時の琉球王府の移民政策で誕生したとされている。それ以前の13〜14世紀に中国大陸で元から明へと時代が変わる戦争があり、その時代・中国の福建省（福州）の人々が移り住んだと言う伝説がある。その時代に移り住んだ人々が掘り当てた井戸だという。

### 催し
- 全日本トライアスロン宮古島大会

### 祭り
- 宮古まつり
- 八重干瀬まつり

## 旧平良市出身の有名人
- 下地幹郎（元衆議院議員・政治団体「そうぞう」代表・国民新党元幹事長。父の米一は元平良市長）
- 垣花正（元ニッポン放送アナウンサー）
- 上里一将（サッカー選手）
- 池間誠（経済学者、一橋大学名誉教授、元日本国際経済学会会長）
- 砂川惠伸（法学者、琉球大学名誉教授、元琉球大学長）
- 砂川裕紀（埼玉県副知事）
- 友利新（医師・タレント）